# 1er fructidor
1er thermidor 1er jour complémentaire
Le primidi 1er fructidor, officiellement dénommé jour de la prune, est le 331e jour de l'année du calendrier républicain.
C'était généralement le 18e jour du mois d'août dans le calendrier grégorien.